# Orlando Letelier
Pour les articles homonymes, voir Letelier.
Orlando Letelier, né le 13 avril 1932 et assassiné le 21 septembre 1976, est un économiste chilien, ministre du gouvernement socialiste élu de Salvador Allende et ambassadeur aux États-Unis. Il est assassiné par des agents de la dictature de Pinochet à Washington, le 21 septembre 1976, dans le cadre du plan Condor.

## Biographie
Il fait ses études à l'Instituto Nacional, puis à l'universidad de Chile. Il travaille comme économiste pour la Banque interaméricaine de développement, et a également été consultant pour l'Organisation des Nations unies. 
En janvier 1971 Salvador Allende le nomme ambassadeur du Chili aux États-Unis. Rappelé au Chili en 1973, il devient ministre des Affaires étrangères du gouvernement d'Allende. 
Il est arrêté lors du coup d'État du 11 septembre 1973. Détenu pendant plusieurs mois dans plusieurs camps de concentration mis en place par la dictature militaire, il subit de nombreuses tortures. Il est ensuite détenu sur l'île Dawson. À la suite de pressions diplomatiques, il est libéré et banni, s'exilant au Venezuela. 
En 1975 il part à Washington pour travailler à l'Institute for Policy Studies. Il devient ensuite directeur du Transnational Institute et enseigne à l'American University. 
Le 10 septembre 1976 il est déchu de sa nationalité par la dictature chilienne.

## Assassinat

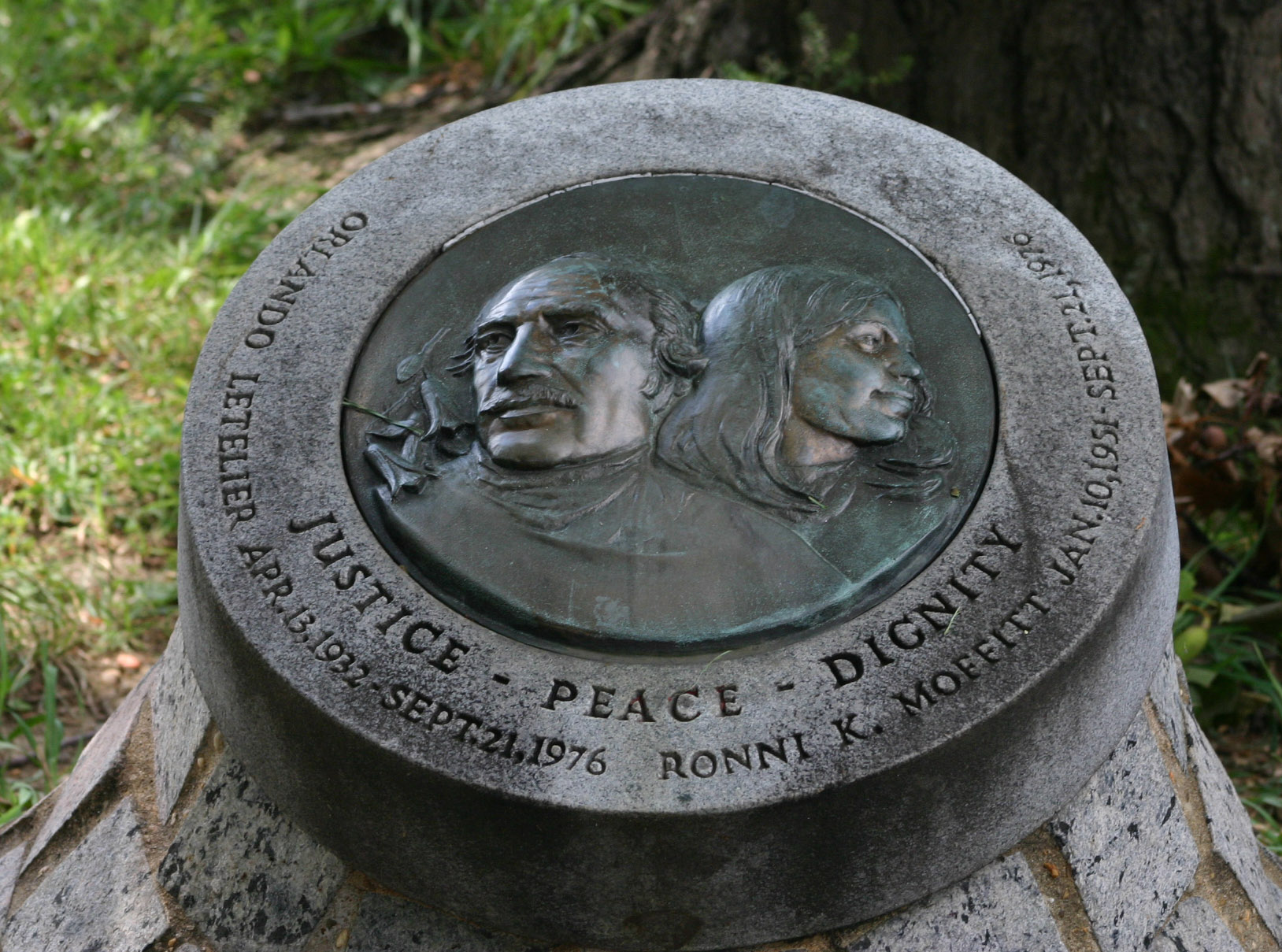
Monument commémoratif à l'emplacement où Orlando Letelier fut assassiné, Sheridan Circle, Washington.

Le 21 septembre 1976 Orlando Letelier est assassiné à Washington dans un attentat à la voiture piégée commis sur ordre d'Augusto Pinochet. Sa collaboratrice Ronni Moffitt est également tuée, et son mari blessé. 
L'agent américain de la Dirección de Inteligencia Nacional (DINA), Michael Townley, a été extradé par Santiago aux États-Unis en raison de ses responsabilités dans l'assassinat, qui aurait été décidé à la même réunion de l'attentat contre le vol 455 Cubana commis le 6 octobre 1976 par des terroristes anti-castristes, soit quinze jours après le meurtre d'Orlando Letelier.
Le Chili refuse toutefois d'extrader le chef de la DINA, Manuel Contreras, et Pedro Espinoza. Tous deux restent actifs au sein de l'armée tout au long de la dictature, Contreras démissionne toutefois de la DINA en avril 1978 à la suite des pressions politiques de Washington. Cette affaire conduit la DINA à être rebaptisée CNI.
En 1987 Armando Fernández Larios, alors major de l'armée de terre, capitaine au moment de l'assassinat de Letelier et également recherché par les États-Unis, déserte et se rend aux États-Unis, négociant avec la justice américaine sa protection en échange de témoignages sur l'assassinat de l'ex-ministre.
En mai 1995 Espinoza est condamné au Chili pour l'assassinat de Letelier et finalement incarcéré.